# Rakovec (przystanek kolejowy)
Rakovec (przystanek kolejowy) – przystanek kolejowy znajdujący się we wsi Mlynky w kraju koszyckim na linii kolejowej 173 Margecany – Červená Skala na Słowacji.